# Antwerp (hrabstwo Jefferson)
Antwerp – wieś w Stanach Zjednoczonych, w stanie Nowy Jork, w hrabstwie Jefferson.